# 萬斯克湖
53°35′15″N 20°29′08″E / 53.58750°N 20.48556°E

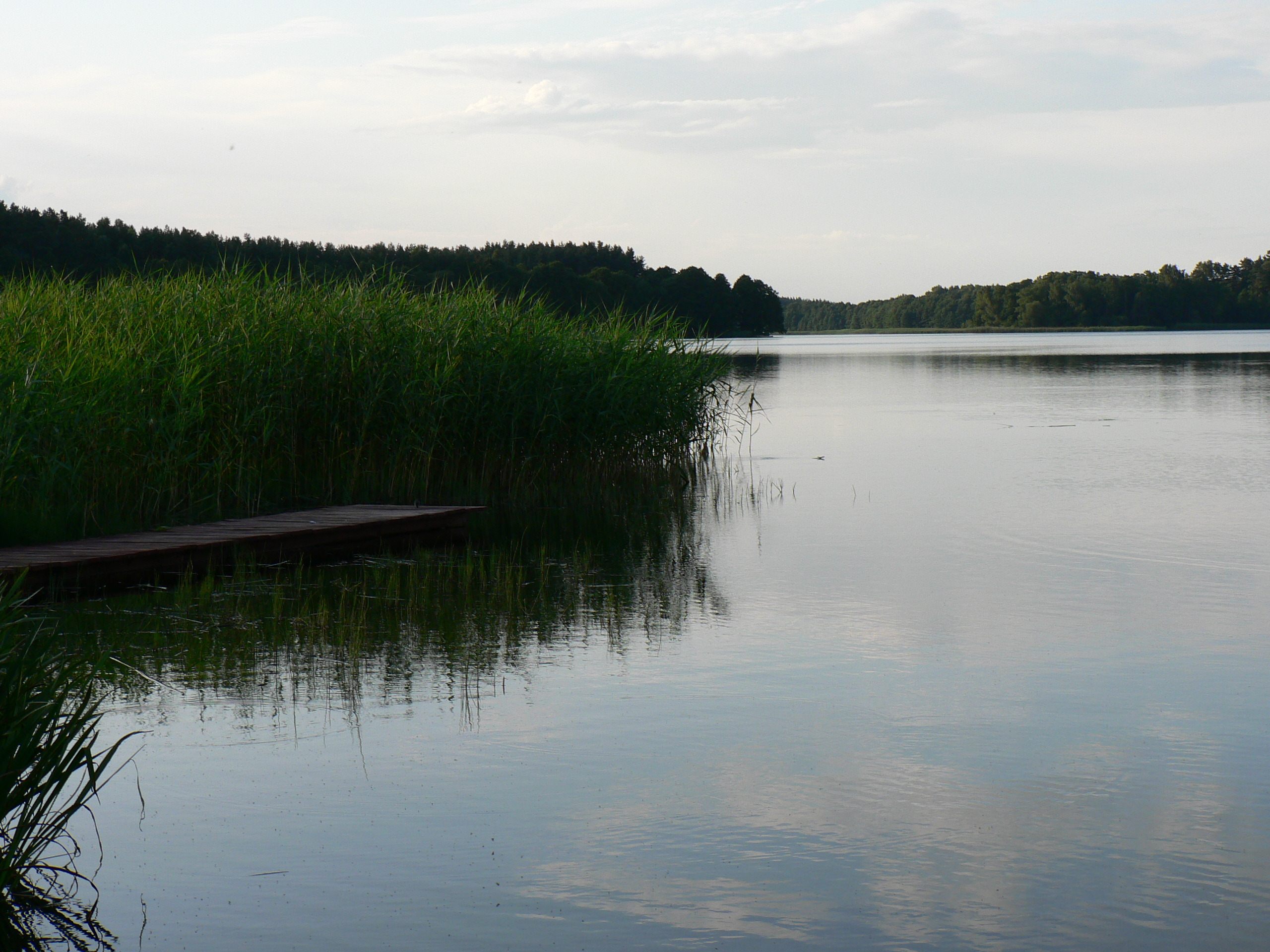

萬斯克湖是波蘭的湖泊，位於該國東北部瓦爾米亞-馬祖里省，處於瓦爾米亞-馬祖里省，長10.5公里、寬2.2公里，面積10.7平方公里，海拔高度135米，平均水深16米，最大水深54米，蓄水量17萬立方米。